# راجنیش دوگال
راجنیش دوگال (انگلیسی: Rajneesh Duggal؛ زادهٔ ۱۹۷۶) یک مانکن (فرد)، و هنرپیشه اهل هند است. وی از سال ۲۰۰۸ میلادی تاکنون مشغول فعالیت بوده‌است.
او در فیلم‌های فریب‌خورده عشق، دلیلش تویی، من کریشنا هستم و عشق خطرناک بازی کرده‌است.